# Danosoma
Danosoma is een geslacht van kevers uit de familie  
kniptorren (Elateridae).
Het geslacht is voor het eerst wetenschappelijk beschreven in 1859 door Carl Gustaf Thomson.

## Soorten
Het geslacht omvat de volgende soorten:
- Danosoma brevicornis (LeConte, 1853)
- Danosoma conspersa (Gyllenhal, 1808)
- Danosoma fasciata (Linnaeus, 1758)
- Danosoma obtecta (Say, 1839)